# Sturmgewehr 44
El Maschinenpistole 43, Maschinenpistole 44 y Sturmgewehr 44 (MP 43, MP 44 y StG 44, respectivamente) fueron los nombres de un fusil de asalto ligero desarrollado por Alemania durante la Segunda Guerra Mundial como parte del programa Maschinenkarabiner (carabina ametralladora), y evolucionando de la Mkb 42(H). Esta variedad de nombres del sucesor del Mkb 42(H) fue el resultado de complicaciones en la burocracia.

## Desarrollo
Los MP43, MP44 y StG 44 fueron los nombres de armas casi idénticas con solo diferencias de producción y fechas. El StG 44 se llamó Sturmgewehr (literalmente fusil de asalto) y combinaba las características de los subfusiles y los fusiles semiautomáticos. La traducción fusil de asalto ha llegado a ser muy popular para describir este tipo de armas.
Utilizaba el cartucho 7,92 x 33 Kurz, una versión más corta que el 7,92 x 57 estándar de los fusiles que, en combinación con su diseño, permitía que se empleara como subfusil en lugares cerrados, pero con mayor precisión y alcance que los subfusiles a distancias largas. Sin embargo, tenía menor alcance y potencia que los fusiles de la época.
Cuando se introdujo el StG 44, la mayoría del Heer estaba armado con subfusiles o fusiles de cerrojo, como el Karabiner 98k. Solamente un limitado número de soldados iban equipados con fusiles semiautomáticos. La doctrina alemana no incluía una ametralladora ligera. Las ametralladoras MG34 y MG42 fueron utilizadas para este papel, pero eran demasiado pesadas y solían usarse montadas sobre trípode en emplazamientos fijos.

### Orígenes
En las primeras fases de la guerra, las ametralladoras medias del Heer demostraron que eran demasiado grandes para poder ser utilizadas en movimiento, lo que significaba que las tropas debían usar el fusil durante las marchas. En caso de defensa, las armas eran emplazadas y no tenían estos problemas.
Como el ejército dependía de su combate rápido (estrategia de la Blitzkrieg o guerra relámpago), a menudo se encontraba en inferioridad de armamento. Estos problemas aumentaban en zonas cerradas, como ciudades y pueblos, donde las armas no podían apuntar a los blancos que se ocultaban tras un edificio.
Por esta razón, las tropas comenzaron a incrementar el uso de subfusiles, creando pelotones conocidos como pelotones de asalto que podían mantener una alta cadencia de tiro en movimiento. Sin embargo, los subfusiles utilizaban munición de pistola para distancias cortas, y las tropas de asalto solamente eran útiles en terreno urbano. Una vez en terreno abierto, debían volver a recurrir a sus fusiles.
Este problema se presentó de nuevo durante la invasión de la Unión Soviética. El Ejército Rojo disponía de armas semiautomáticas, como los fusiles Tokarev SVT-38 y SVT-40, en tanto que el ejército alemán había intentado introducir armas semiautomáticas como el Gewehr 41, pero con fallos técnicos y entregas pequeñas mientras los problemas eran resueltos.
Se habían realizado varias tentativas de crear ametralladoras muy ligeras, pero el retroceso del cartucho alemán estándar 7,92 x 57 dificultaba su control. La solución fue crear un cartucho de potencia intermedia, entre el cartucho del fusil y el de la pistola. Tras varios intentos desde la década de 1930, en 1941 se resolvió el problema con el cartucho 7,92 x 33 Kurzpatrone (cartucho corto), originalmente 7 x 33, pero para reducir problemas logísticos se utilizó como base el 7,92 mm Mauser.

### MKb 42

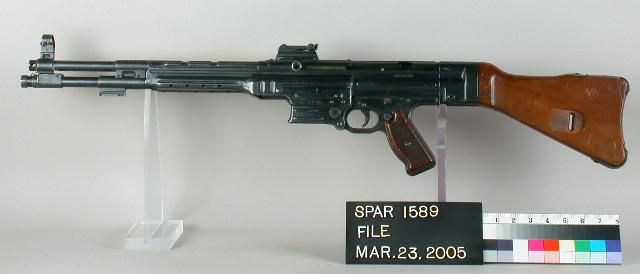
El Haenel MKb 42(H) de 1942, a menudo considerado el precursor del MP 43/44. Este ejemplar se encuentra en el Springfield Armory National Historic Site.

Los contratos para los fusiles que empleaban el cartucho Kurz fueron enviados a Walther y Haenel (un grupo de diseño liderado por Hugo Schmeisser), que producían prototipos de armas bajo el nombre de Haenel MKb 42(H) (MKb 42), literalmente carabina ametralladora. Ambos diseños eran muy similares, utilizando un sistema por gas, con modos de fuego automático y semiautomático.
El modelo de Haenel, el MK 42 (H), demostró ser superior al de Walther, el MKb 42 (W), y el ejército pidió a Haenel una nueva versión que incorporase una lista de cambios menores, designada MKb 42 (H). Esta versión modificada comenzó a producirse en noviembre de 1942. Se añadieron nuevas modificaciones, como cubrir la portilla de eyección y un riel para colocar una mira telescópica. Un pedido de estos MKb 42 (H) modificados produjo, desde finales de 1942 hasta principios de 1943, 11.833 armas para pruebas de campo.

### MP43
Mientras que la nueva versión estaba desarrollándose a finales de 1942, las luchas internas en el Tercer Reich aumentaron. Hitler se había preocupado por esto, y después de que Hermann Göring hubiera creado el FG 42 en un programa separado de los similares del ejército, Hitler canceló completamente todos los proyectos para un nuevo fusil.
Para poder preservar el desarrollo de las armas, se inició un nuevo proyecto para producir un arma similar utilizando el cartucho original del Mauser, el Mkb 43 (G). Siempre que Hitler preguntaba por el progreso del fusil, le mostraban uno de estos prototipos, aunque no había intención de producirlos.
Mientras tanto, la nueva versión del original Mkb 42 (H) cancelado fue denominada Maschinepistole 43 (MP43) para disimular como una mejora de un subfusil existente. Otro cambio fue añadir una bocacha lanzagranadas al primer modelo del MKb 42 (H), creándose el MP43/1.
Una vez que Hitler descubrió la verdad, ordenó detener una vez más el proyecto. Sin embargo, en marzo de 1943 permitió una producción con propósitos evaluativos, que continuó hasta septiembre y, debido a los informes positivos en combate, se autorizó que continuara.

### MP44, StG 44

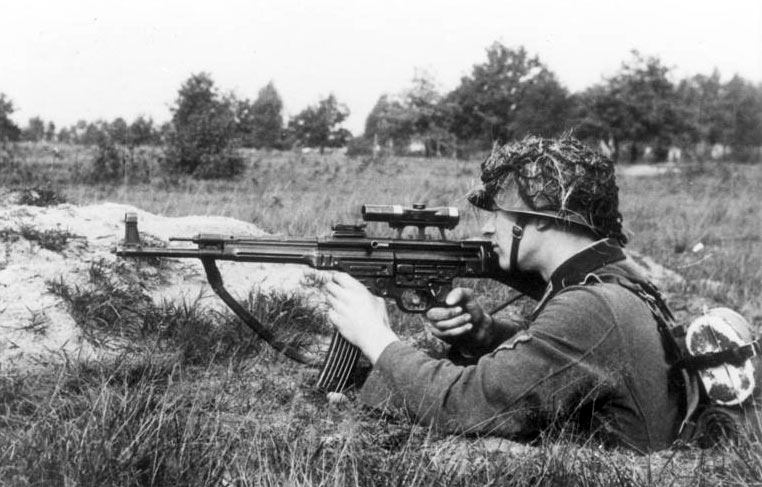
Un soldado probando la variante transitoria MP 43/1, usada para determinar su idoneidad como fusil de francotirador, octubre de 1943. Está equipado con una mira telescópica ZF 4.

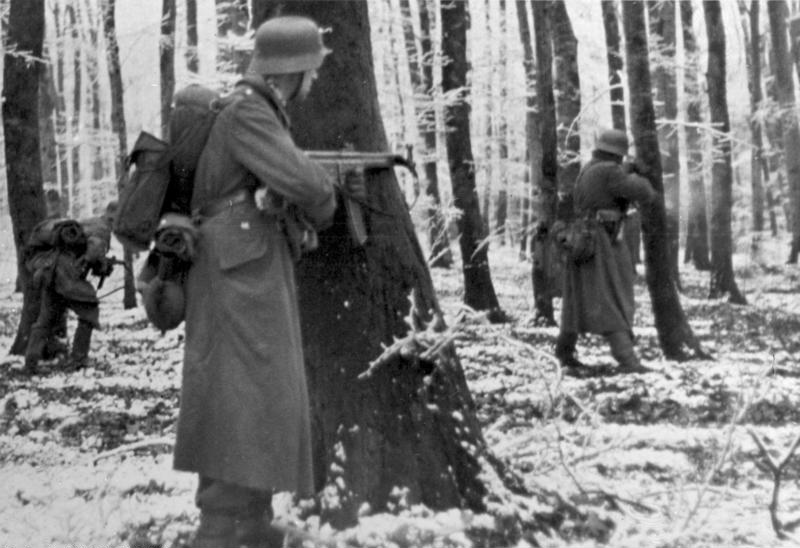
Volksgrenadiers equipados con fusiles StG 44 luchando en la Batalla de las Ardenas.

El 6 de abril de 1944, Hitler publicó el siguiente decreto:
- La antigua MG42 debía conservar su designación.
- El antiguo fusil, conocido como Gewehr 43, recibiría la designación de Karabiner 43 (K43).
- El antiguo MP, llamado también MP43, recibiría la designación de MP44.

En julio de 1944, varios jefes del Ejército pidieron al Führer más armas. Viendo esto como una victoria propagandística, el fusil fue renombrado como MP44, y para destacar la nueva clase de arma que representaba, literalmente "fusil de asalto, modelo 1944", se introdujo este término.
Para el fin de la guerra, se habían construido unos 425.977 MP44, contando todas las variantes (StG 44). El fusil de asalto demostró ser un arma valiosa, sobre todo en el frente oriental, donde primero fue desplegada. Un soldado entrenado apropiadamente con el MP44 tenía un amplio repertorio táctico. Podía alcanzar a blancos más lejanos que con un MP40, pero era más útil que el K98k en distancias cortas durante combate urbano, además de proporcionar fuego de ametralladora ligera.
Ésta era un arma con un selector de disparo que permitía cambiar entre modo totalmente automático o modo semiautomático, por lo que podía utilizarse como un fusil de precisión de un solo disparo, o como una eficiente ametralladora de asalto de gran precisión, daño y velocidad. 
El MP43/MP44 era un arma intermedia en su época. La velocidad de salida de la bala era de 647 m/s, en comparación con los 732 m/s del K98k, 744 m/s de la Bren, 585 m/s de la Carabina M2 y 365 m/s del MP40.
Una adición inusual al diseño fue el Krummlauf, un cañón curvo con un mecanismo de puntería periscópico para poder disparar tras las esquinas de forma segura. Existían versiones de 30°, 45°, 60° y 90°, así como una versión para el StG44 y la MG42.
El uso principal del MP44/StG44 era como respuesta a los subfusiles soviéticos PPS-43 y PPSh-41. El StG44 no tenía el alcance del fusil Mauser 98k, pero tenía mayor alcance que los subfusiles soviéticos y una cadencia similar. Además, mientras que podían disparar de forma automática, estaban diseñados por defecto para fuego semiautomático.

### Prototipos finales
Mauser desarrolló varios prototipos de fusiles de asalto Sturmgewehr 45, utilizando el sistema del MG42 pero con un cañón fijo y un sistema para retrasar la apertura del cerrojo. Este mecanismo sería posteriormente desarrollado por antiguos ingenieros de Mauser en España y aplicados en el CETME, el Heckler & Koch G3 y el subfusil MP5.

## Posguerra

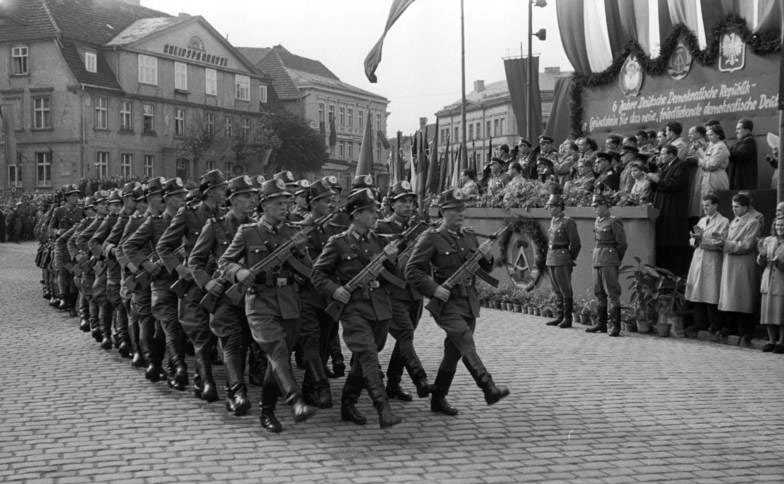
Oficiales de la Volkspolizei de Alemania Oriental desfilando por Neustrelitz en 1955 con el StG 44. El fusil permaneció en servicio en esta organización hasta principios de la década de 1960.

El efecto del diseño del StG44 en la posguerra ha sido más limitado que la adopción extendida del término "fusil de asalto". Mientras que el StG44 llenaba un nicho en el armamento de la Alemania nazi, entre las armas de apoyo medianas, como la ametralladora MG42, el fusil Mauser 98k y el subfusil MP40, no ofrecía tanta ventaja en otros países que ya tenían ametralladoras ligeras, o armas intermedias como el fusil M1 Garand.
La Unión Soviética, que no disponía de un gran número de ametralladoras ligeras como el BAR estadounidense, rápidamente adaptó el concepto. El AK-47 utiliza una munición y diseño similares, pero es mecánicamente distinto. El nombre originó el término «fusil de asalto» (Sturmgewehr, en alemán), y el arma marcó la invención del concepto de un fusil de asalto.
Al finalizar la Segunda Guerra Mundial se efectuaron distintos estudios para fabricar en Argentina fusiles semiautomáticos. El Ejército Argentino presentó su proyecto basado en el STG 44, que utilizaba el cartucho 7,92 x 33 Kurz. CITEFA fabricó 3 unidades de esta arma a fin de probarlas, además de importarse unos 100 fusiles STG 44 de Checoslovaquia en 1949, cuyo paradero se volvió difuso a partir de 1955. Sin embargo, se eligió el FN FAL, ya que utilizaba el más común y potente cartucho 7,62 x 51 OTAN, que también era completamente ajeno al Tercer Reich.
El Stumrgewehr quedó en servicio con el Ejército Popular Nacional de la República Democrática Alemana (RDA) bajo la designación MPi.44, hasta que fue reemplazado con variantes del fusil de asalto AK-47. En la RDA la Volkspolizei también lo utilizó hasta aproximadamente 1962, cuando fue reemplazado por el PPSh-41. Otros países que emplearon el StG 44 luego de la Segunda Guerra Mundial fueron la República Socialista de Checoslovaquia y la República Federal Socialista de Yugoslavia, en donde unidades tales como el 63° Batallón de Paracaidistas estuvieron equipadas con éste hasta la década de 1980, cuando los fusiles fueron transferidos a las reservas de la Defensa Territorial o vendidos a regímenes amigos en el Medio Oriente y África.  
Después de la Segunda Guerra Mundial, la Unión Soviética y otros países del Bloque del Este suministraron a regímenes clientelares y guerrillas armas alemanas capturadas, como el StG 44 y munición 7,92 x 33 Kurz de fabricación reciente o reempacada. Las tropas francesas capturaron varios de estos fusiles en Argelia y determinaron que provenían de Checoslovaquia. Algunos llegaron a manos de la OLP, así como también del Vietcong durante la guerra de Vietnam. Todavía es empleado en cantidades muy limitadas por guerrillas del Oriente Medio, al igual que en algunos países del Cuerno de África (Sudán). Las tropas estadounidenses han capturado fusiles StG 44 a los rebeldes iraquíes.
El 11 de agosto de 2012, se reportó que el Ejército Libre Sirio capturó o encontró 5000 fusiles StG44 en la ciudad de Alepo, todos en aparente buen estado. Se desconoce el origen de estas armas. También se compró municiones para estos fusiles, como se aprecia en videos y fotografías donde el ELS emplea los StG 44 en combate.
Nuevas réplicas semiautomáticas del MKb 42(H), MP 43/1 y StG 44 que emplean la munición 7,92 x 33 Kurz, son fabricadas en Alemania hoy en día por Sport Systeme Dittrich (SSD).

## Usuarios
- Alemania nazi (1942-1945)
- Alemania Oriental (1949-1962)
- Argentina (tres construidos por CITEFA con fines de prueba y un centenar comprados a Checoslovaquia en 1949)
- Checoslovaquia

- Hungría[11]
- Siria
- Ejército Libre Sirio (2012-presente)
- Yugoslavia (1945-1983)
- México (Usado por el EZLN)